# Csömödér
Csömödér ist eine ungarische Gemeinde im Kreis Lenti im Komitat Zala.

## Geografische Lage
Csömödér liegt 30 Kilometer südwestlich des Komitatssitzes Zalaegerszeg, 8 Kilometer östlich der Kreisstadt Lenti an den Flüssen Cserta und Válicka. Nachbargemeinden sind Hernyék, Kissziget, Páka und Iklódbördőce.

## Geschichte
Die ältesten Siedlungsspuren, die im Gebiet von Csömödér in Form von Keramikfragmenten gefunden wurden, stammen aus der Jungsteinzeit. Die erste schriftliche Erwähnung des Ortes unter dem Namen Chydemer stammt aus dem Jahr 1324. Der Name des Ortes soll slawischen Ursprungs sein. Die ersten Einträge in der Ortschronik stammen aus dem Jahr 1778. Zur damaligen Zeit gab es 246 katholische Einwohner. 1832 wurde der Weinberg des Ortes erwähnt. Bis zum Ende des 19. Jahrhunderts gab es keine Schule. Die Kinder besuchten die katholische Schule im benachbarten Páka. 1895 wurde die erste Schule in Csömödér gebaut. Im Jahr 1913 gab es in der damaligen Kleingemeinde 111 Häuser und 679 Einwohner auf einer Fläche von 1290  Katastraljochen. Sie gehörte zu dieser Zeit zum Bezirk Nova im Komitat Zala. Nach dem Ersten Weltkrieg wurde eine Waldbahn gebaut und 1921 entstand das Dampfsägewerk Kerkavölgyi Faipari Rt. Dadurch wurden Beschäftigungsmöglichkeiten für fünfzig Menschen der Region geschaffen. 1925 hatte die Grundschule zwei Klassenzimmer und zwei Lehrkräfte. Zu der Zeit gab es im Ort vier Schuster, einen Wagner, einen Schmied, drei Maurer und zwei Kneipen. Nach erfolgreichen Bohrungen in Budafapuszta im Jahr 1937 sicherte das Aufkommen der Ölindustrie weitere Arbeitsplätze. Nach dem Zweiten Weltkrieg wurde 1959 wurde die Landwirtschaftliche Produktionsgenossenschaft Jobblét Tsz gegründet, die 1974 mit der Produktionsgenossenschaft Boldogulás Útja in Páka fusionierte. In jenem Jahr ließ der Gemeinderat eine neue Schule mit acht Klassenräumen bauen, zu der später eine Sporthalle hinzukam. Nach dem Regimewechsel und der Auflösung der Erzeugergenossenschaft in den 1990er Jahren verloren drei Viertel der dort Beschäftigten ihren Arbeitsplatz. 1991 wurde der Unterricht in der alten Schule eingestellt. Heutzutage spielt die Forstwirtschaft eine bedeutende Rolle und es werden Anstrengungen unternommen, den Tourismus in der Region zu steigern.

## Sehenswürdigkeiten
- Erholungspark der Gemeinde (Községi pihenőpark)
- Kruzifixe
- Stausee, nordwestlich des Ortes gelegen
- Waldbahn (Csömödéri Állami Erdei Vasút)
- Weltkriegsdenkmal (Világháborús emlékmű)

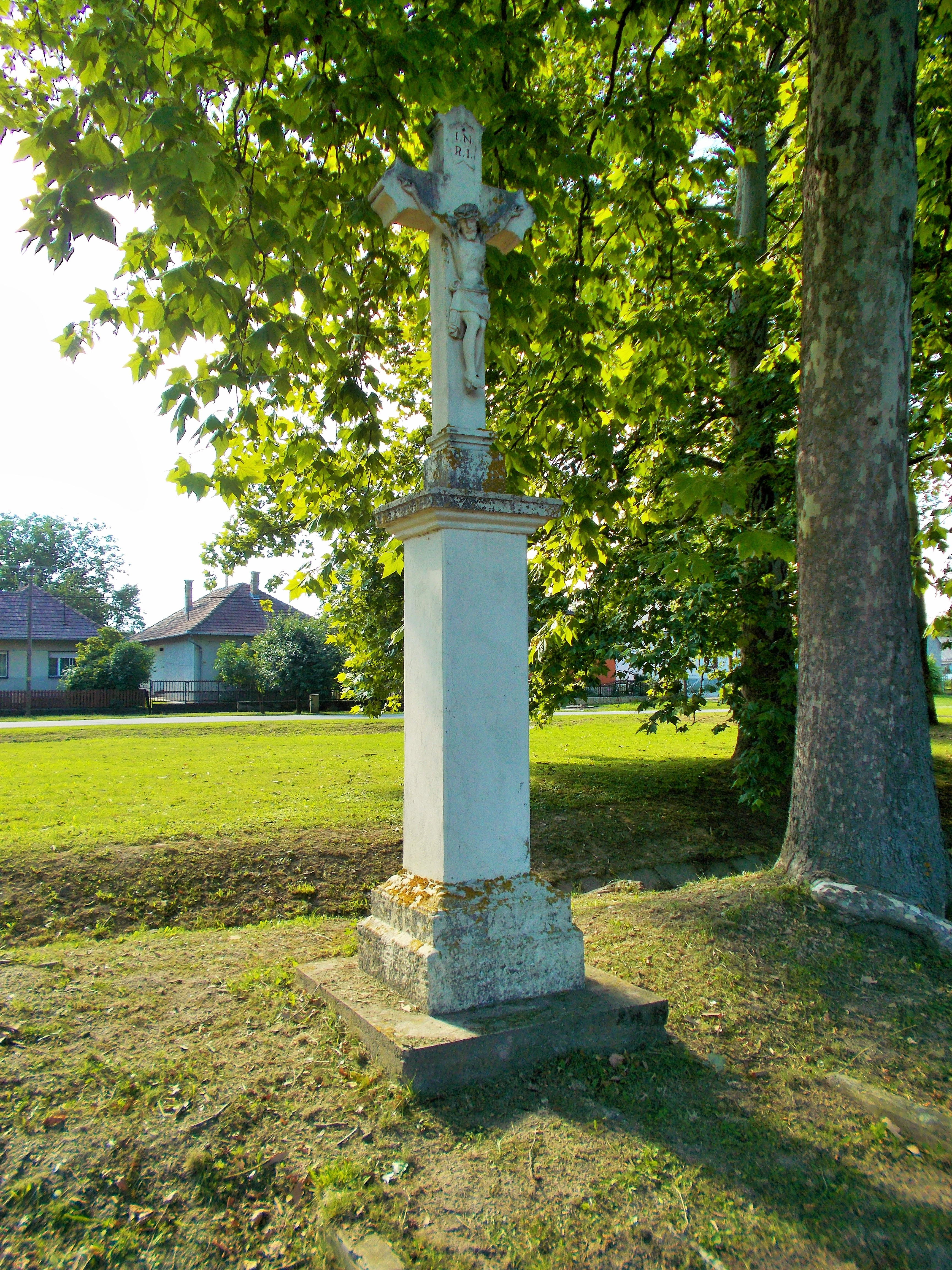
Kruzifix
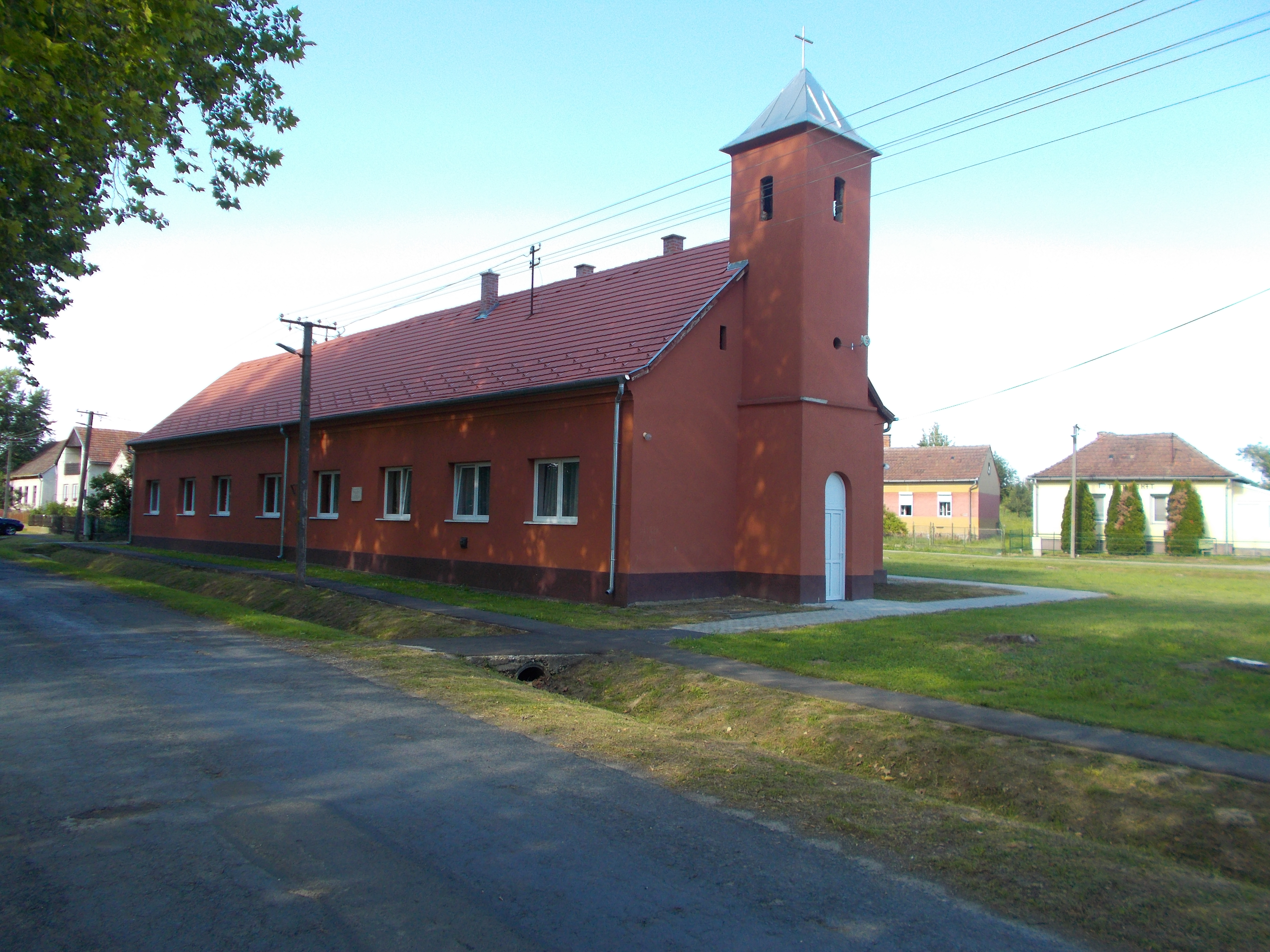
Bücherei
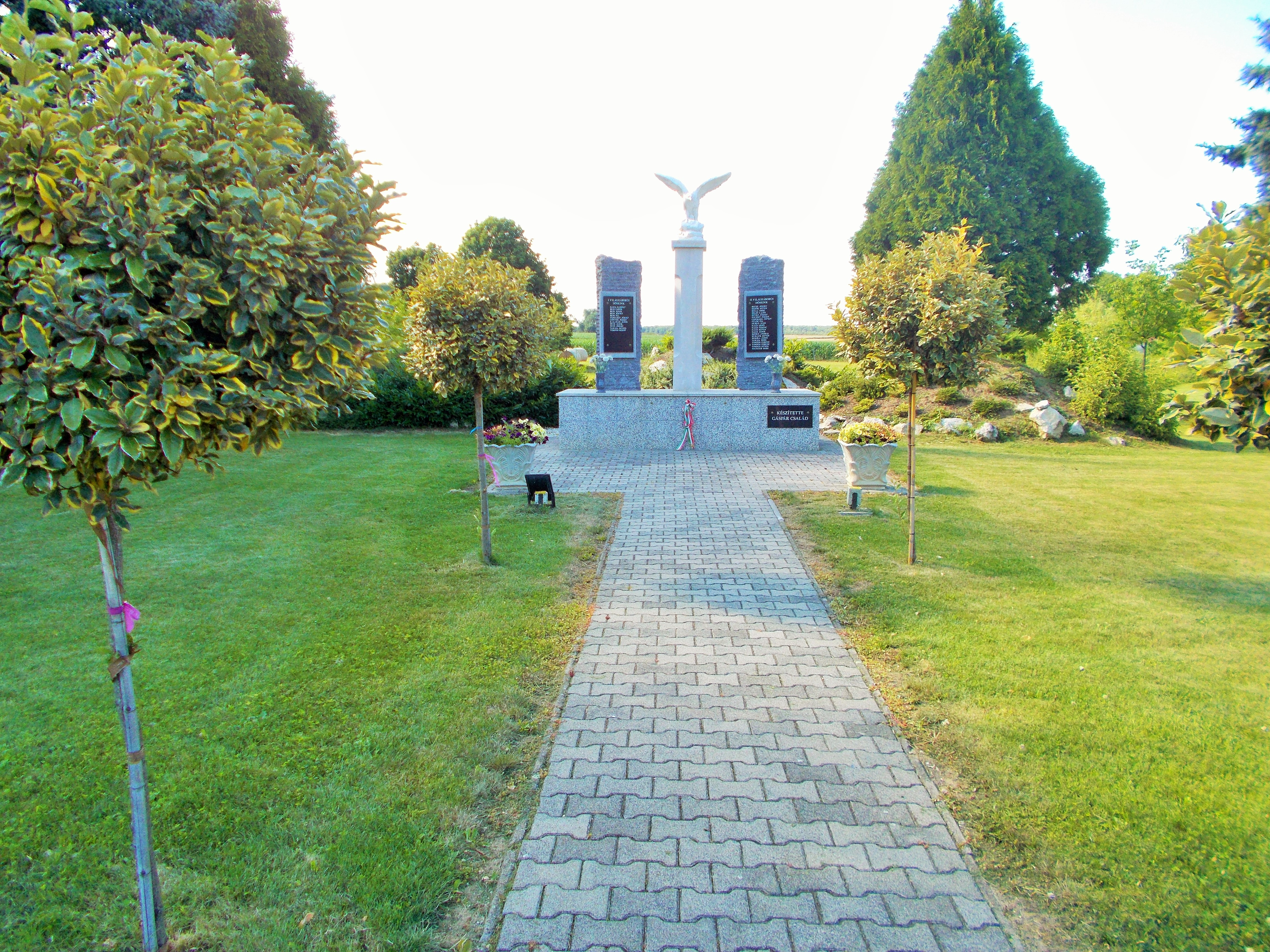
Weltkriegsdenkmal
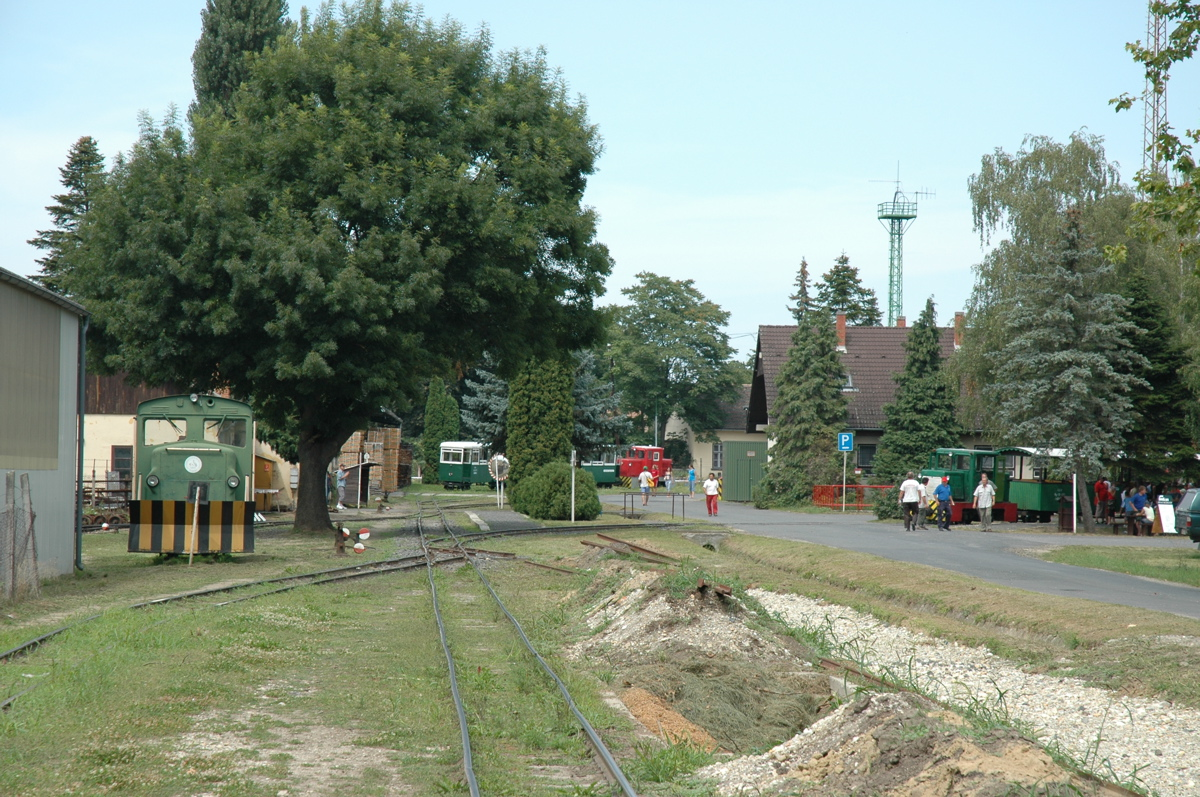
Gleise der Waldbahn und Station

## Verkehr
Durch Csömödér verläufen die Landstraßen Nr. 7537 und Nr. 7547, die Nebenstraße Nr. 75142 führt ins nördlich gelegene Hernyék. Der Bahnhof Csömödér-Páka ist angebunden an die Eisenbahnstrecke von Zalaegerszeg nach Rédics. Weiterhin bestehen Busverbindungen über Kányavár nach Bázakerettye, über Zebecke nach Nova und nach Lenti. Zudem liegt die Gemeinde an der 32 Kilometer langen Waldbahnstrecke (Csömödéri Állami Erdei Vasút) von Lenti nach Kistolmács.